# مالوري يانسن
مالوري يانسن (بالإنجليزية: Mallory Jansen)‏ هي عارضة وممثلة أسترالية، ولدت في 18 يونيو 1989 في ملبورن في أستراليا.

## أعمال

### مسلسلات
- شابة وجائعة
- عملاء شيلد

## وصلات خارجية
- مالوري يانسن على موقع IMDb (الإنجليزية)
- مالوري يانسن على موقع ألو سيني (الفرنسية)
- مالوري يانسن على موقع ميوزك برينز (الإنجليزية)
- مالوري يانسن على موقع ديسكوغز (الإنجليزية)
- مالوري يانسن على موقع قاعدة بيانات الفيلم (الإنجليزية)
- مالوري يانسن على موقع كينوبويسك (الروسية)